# Vem är en sådan Gud som vår
Vem är en sådan Gud som vår - psalmtext av Anders Carl Rutström med fem sjuradiga verser. 
Inledningen var ursprungligen: 
En punkt i evighetens längd,
begynnelsen av tiden.
Vid publiceringen i Ahnfelts sånger ändrades anslaget till det nuvarande, samtidigt som verserna 4 och 5 bytte plats.
Sången är en översikt av hela frälsningshistorien - från skapelsen till nutid. Den som tror är enligt texten i vers 4
salig såsom Adam själv
och lika ren som Eva

## Publicerad som
- Nr 94 i Hemlandssånger 1891 under rubriken "Högtiderna".
- Nr 2 i Sions Nya Sånger med inledningen En punkt i Ewighetens längd under rubriken "Om Menniskans fall och upprettelse". (Nr 2 i en 5:e upplaga tryckt 1876 och i 7:e upplagan 1870) Finns på Wikisource.
- Nr 79 i Sionstoner 1935 under rubriken "Guds lov".
- Nr 16 i Lova Herren 1987
- Nr 122 i Sionsharpan 1948 under rubriken "Frälsningens tillämpning". Ingen författare anges, endast "Ahnfelts sånger".